# Peregrino Laziosi
San Peregrino Laziosi, también llamado Pellegrino da Forlí (Forlí, Italia; 1265 o 1266-1 de mayo de 1345), fue un fraile de la Orden de los Siervos de María.

## Biografía
En sus años de juventud ingresó en un movimiento que se oponía al papa Martín IV. Durante los enfrentamientos conoció a Felipe Benicio, cabeza de la Orden de los Servitas. Se cuenta que el mismo Peregrino abofeteó a Felipe Benicio cuando llegó a la ciudad de Forlí. Pero posteriormente, Peregrino cambió de actitud e inició un proceso de conversión. Entró a los treinta años en la misma orden que San Felipe: la Orden de los Servitas, en la ciudad de Siena.
Según la tradición, una de las penitencias especiales que eligió fue el estar de pie en tanto no fuere necesario estar sentado. No se sabe si será por este motivo, pero lo cierto es que al cabo de unos años, desarrolló venas varicosas y después cáncer en un pie. La noche antes de la cirugía para amputarle la pierna, pasó mucho tiempo en oración. Se durmió y cuando se despertó las llagas estaban curadas al igual que su pie y su pierna. No fue necesario amputarle ni el pie ni la pierna. Por esta razón, es considerado oficiosamente por algunos  como patrón de los enfermos de cáncer, pero es necesario señalar que la Iglesia católica no lo ha proclamado en ningún momento de esa manera.
Murió en Forlí en el año 1345 y actualmente, su cuerpo se conserva incorrupto en la Iglesia de los Siervos de María en Forlí. Peregrino fue canonizado por el papa Benedicto XIII en el año 1726.